# 蒋海荣

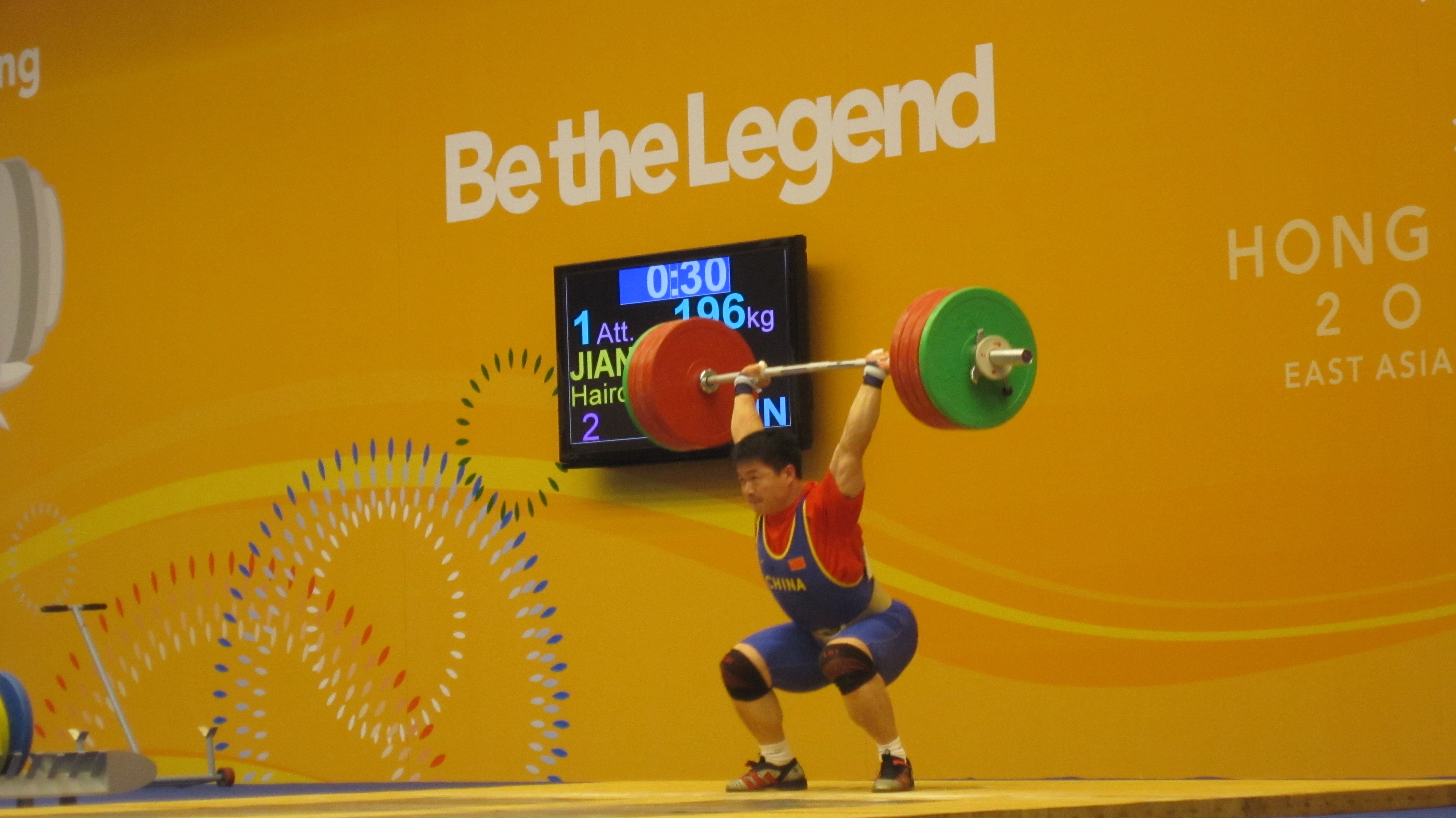
蔣海榮參加香港東亞運男子94公斤級的比賽中第二次試舉196公斤的情況

蒋海荣（1980年1月2日—）是一名中国举重运动员，身高1.70米。2010年参加广州亚运会，在85公斤级比赛中虽取得369千克的成绩，但因挺举成绩不如金光勋，无缘三甲名列第四。